# Ortigosa de Cameros
Ortigosa de Cameros ist ein Bergort und eine zur bevölkerungsarmen Region der Serranía Celtibérica gehörende Gemeinde (municipio) mit nur noch 216 Einwohnern (Stand: 2024) in der Autonomen Gemeinschaft La Rioja im Norden Spaniens.

## Lage und Klima
Der Ort Ortigosa de Cameros liegt an einem westlichen Zufluss des Río Iregua ca. 48 km (Fahrtstrecke) südwestlich der Provinzhauptstadt Logroño in einer Höhe von ca. 1070 m. Soria, die Hauptstadt der südlich an die Rioja angrenzenden altkastilischen Provinz, befindet sich ca. 64 km südöstlich. Das Klima ist gemäßigt bis warm; Regen (ca. 655 mm/Jahr) fällt hauptsächlich im Winterhalbjahr.

## Bevölkerungsentwicklung
| Jahr      | 1857  | 1900 | 1950 | 2000 | 2018 |
| Einwohner | 1.072 | 994  | 958  | 316  | 246  |

Infolge der Mechanisierung der Landwirtschaft, der Aufgabe bäuerlicher Kleinbetriebe und des daraus resultierenden geringeren Arbeitskräftebedarfs ist die Zahl der Einwohner seit der Mitte des 20. Jahrhunderts deutlich zurückgegangen.

## Wirtschaft
Die Gemeinde war jahrhundertelang zum Zweck der Selbstversorgung landwirtschaftlich orientiert, wobei die Viehwirtschaft (Milch, Käse, Fleisch) im Vordergrund stand. Heute werden vor allem im Sommerhalbjahr Ferienwohnungen (casas rurales) vermietet.

## Geschichte
Keltiberische, römische, westgotische und selbst islamisch-maurische Siedlungsspuren wurden auf dem Gemeindegebiet nicht entdeckt. Das hochgelegene Gebiet diente jahrhundertelang als Sommerweide für Schafe und Ziegen. Eine militärische Rückeroberung (reconquista) durch die Christen fand wohl nicht statt, doch wurde der Platz im Rahmen der Repoblación allmählich besiedelt. Im Mittelalter war die Region zwischen den Königreichen Kastilien und Königreich Navarra umstritten. Seit dem 13./14. Jahrhundert gehörte das Gebiet der Tierra de Cameros zum Besitz des Hauses Lara, also zu Kastilien. Nach der Abschaffung der Grundherrschaften im Jahr 1811 kam es zur Provinz Soria und erst im Jahr 1833 zur neugeschaffenen Provinz Logroño, aus der später die Region La Rioja hervorging.

## Sehenswürdigkeiten

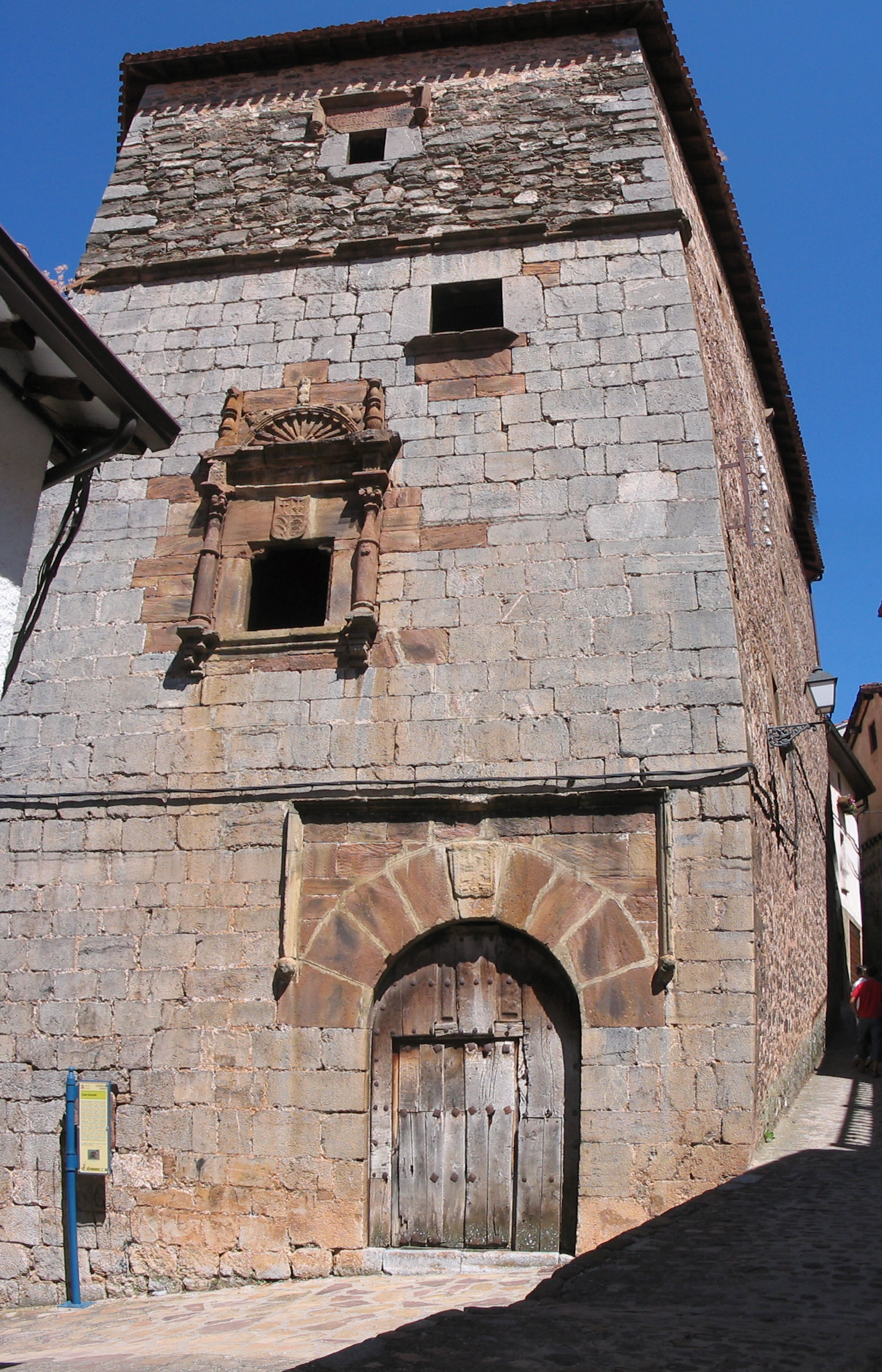
Casa Grande

- Die Iglesia de San Martín ist ein Bauwerk des 16. Jahrhunderts mit geringfügigen Hinzufügungen des 18. Jahrhunderts. Die rippengewölbte Kirche ist zweischiffig mit jeweils drei Jochen; die Apsis schließt flach. Das spätbarocke Altarretabel (retablo) beinhaltet eine Schnitzfigur der Anna selbdritt.[5]
- Die um dieselbe Zeit erbaute Iglesia de San Miguel verfügt noch über ein schmuckloses romanisches Portal aus dem Vorgängerbau.[6]
- Die Casa Grande ist ein repräsentativer ursprünglich zwei-, später dreigeschossiger Renaissance-Bau eines ehemaligen Großgrundbesitzers und Viehzüchters mit einem von einer Fächerrosette überfangenem Fenster, welches auf eine Bauzeit in der Mitte des 16. Jahrhunderts verweist.[7]
- Die gepflasterten Gassen des Bergorts sind begleitet von teils steinsichtigen und teils verputzten Häusern.[8]
- Das im Jahr 1924 fertiggestellte ca. 90 m lange und 40 m hohe Stahlbeton-Viadukt (Puente de Hormigón) zeigt deutliche Bauschäden.[9]

Umgebung
- Eine weitere Eisenbrücke (Puente de Hierro) aus dem Jahr 1910 war zu ihrer Bauzeit eine der längsten (56 m) und höchsten (54 m) Brücken Spaniens.[10]
- Ca. 500 m nordöstlich Ortes befinden sich mehrere imposante Tropfsteinhöhlen, von denen zwei besichtigt werden können.
- An einem Feldrand steht ein ca. 2,0 m hohe "Menhir en Peña Hincada" ein Grenzstein, der seinerzeit die Grenze zwischen Kastilien und der Rioja markierte.

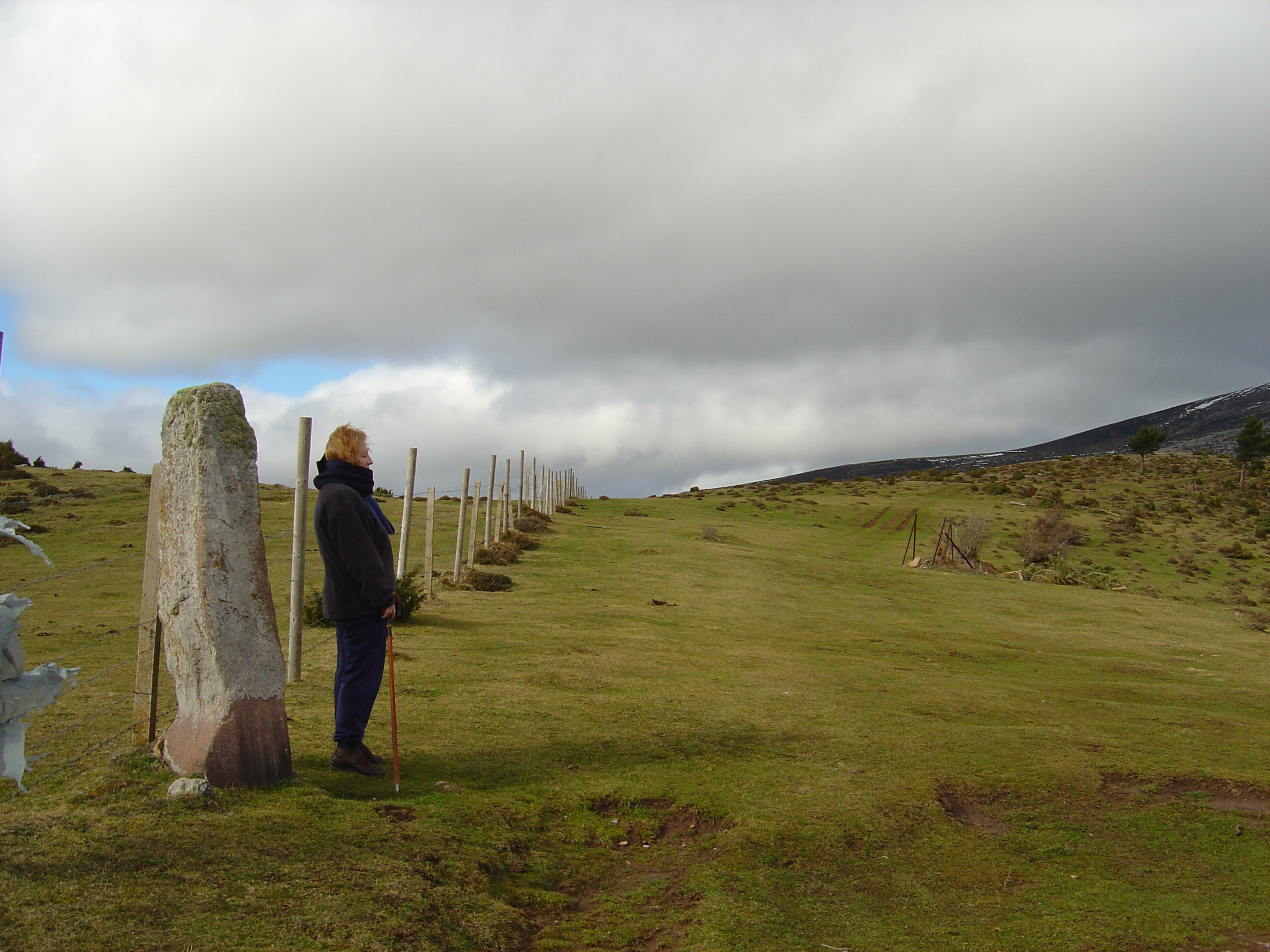
Menhir en Peña Hincada